# كارل لوند
كارل لوند هو مصارع هاوي سويدي، ولد في 23 سبتمبر 1884 في غوتنبرغ في السويد، وتوفي في 29 مايو 1940 في Kungsbacka ‏ في السويد.

## وصلات خارجية
- كارل لوند على موقع أوليمبيديا (الإنجليزية)
- كارل لوند على موقع اللجنة الأولمبية السويدية (السويدية)